# Cernada (Vega de Valcarce)
Cernada es una localidad perteneciente al municipio de Vega de Valcarce en la comarca leonesa del Bierzo. Se encuentra ubicada cerca del límite provincial entre León y Lugo, a una altura aproximada de 1100 metros, al oeste-noroeste de Vega de Valcarce. Su población, en 2013, es de nueve habitantes. Administrativamente forma, junto a La Laguna de Castilla una única Entidad Local Menor.

## Toponimia
Posiblemente de *(agra) cinerata, significaría "La Quemada", posiblemente en relación con actividades de cavar las rozas.

## Historia
En 1858 contaba con la categoría de aldea y 39 habitantes.

## Comunicaciones
La carretera LE-4113 comunica Cernada con la carretera LE-4101 (Las Herrerías de Valcarce-Límite provincial de Lugo por Argenteiro) cerca de La Faba.